# Piptarthron limbatum
Piptarthron limbatum är en svampart som först beskrevs av Franz Petrak, och fick sitt nu gällande namn av B. Sutton 1980. Piptarthron limbatum ingår i släktet Piptarthron och familjen Planistromellaceae.   Inga underarter finns listade i Catalogue of Life.